# Лопатски хамам
Лопатският хамам (на македонска литературна норма: Лопатски амам) е хамам, турска баня в кумановското село Лопате, Северна Македония.
Хамамът е изграден в северната част на селото, близо до брега на Липковската река, където от главния път за Куманово се отделя пътят за Матейче. Хамамът е от османско време. Градежът е от камъни и тухли. При строежа на основното училище до хамама е открито Лопатското неолитно селище.